# Hubert Noël
Pour les articles homonymes, voir Noël (homonymie).
Hubert Paul Louis Nion, dit Hubert Noël, est un acteur français, né le 22 juillet 1924 au Havre (Seine-Inférieure) et mort le 2 décembre 1987 dans le 19e arrondissement de Paris.

## Biographie

### Parcours
Élève du cours Simon, il débute au théâtre chez Charles Dullin dans L'Avare puis passe par le Centre Dramatique de l'Est, par le théâtre du Vieux-Colombier puis par le théâtre du Gymnase avec des partenaires prestigieuses comme Marie Bell.

### Carrière
Acteur doté d’un physique agréable, il jouera au cinéma des rôles secondaires souvent peu valorisants, personnages troubles et intéressés ou amants superficiels et volages. Il joue ainsi Philippe de Nevers dans Le Bossu d'André Hunebelle en 1959, l'amant de Danielle Darrieux dans Le Diable et les Dix Commandements de Julien Duvivier en 1962, celui de Marina Vlady dans Les Bonnes Causes de Christian-Jaque ou de Dany Carrel dans Piège pour Cendrillon d’André Cayatte en 1965. À partir des années 1970, il n'apparaît plus que dans des troisièmes rôles, tel celui d'un employé de banque dans La Petite Fille au bout du chemin de Nicolas Gessner en 1976.

### Doublage
Il se spécialise dans le doublage, prêtant sa voix à Tony Curtis, Elvis Presley, ainsi qu'à Gardner McKay dans la série télévisée Aventures dans les îles, diffusée par la Radiodiffusion-télévision française à partir du 11 février 1961.

## Théâtre
- 1947 : L'Amour et son image de Roger Dornes, mise en scène Douking, théâtre de l'Œuvre
- 1953 : Félix d'Henri Bernstein, mise en scène de l'auteur, théâtre des Célestins, tournée Herbert-Karsenty
- 1956 : Don Carlos de Frédéric Schiller, mise en scène Raymond Hermantier, théâtre du Vieux-Colombier
- 1958 : Le Misanthrope de Molière, mise en scène Raymond Gérôme, Festival de Bellac
- 1958 : Virage dangereux de John Boynton Priestley, mise en scène Raymond Rouleau, théâtre Edouard VII, théâtre Michel
- 1959 : Je vivrai un grand amour de Steve Passeur, mise en scène René Clermont, théâtre Hébertot
- 1960 : Bérénice de Jean Racine, mise en scène André Barsacq, théâtre du Gymnase
- 1960 : La Voleuse de Londres de Georges Neveux, mise en scène Raymond Gérôme, théâtre du Gymnase
- 1961 : La Dame et l'Écureuil de Robert Collon, mise en scène André Puglia, théâtre Fontaine
- 1962 : Phèdre de Racine, mise en scène Raymond Gérôme, théâtre du Gymnase
- 1963 : Phèdre de Racine, mise en scène Raymond Gérôme, Grand Théâtre de Genève
- 1963 : Bérénice de Jean Racine, mise en scène André Barsacq, théâtre du Gymnase
- 1969-1970 : On ne sait jamais de et mise en scène par André Roussin, théâtre de la Michodière puis théâtre des Célestins
- 1979 : Les Hauts de Hurlevent d'après Emily Brontë, mise en scène Robert Hossein, théâtre de Boulogne-Billancourt
- 1987 : Kean de Jean-Paul Sartre d'après Alexandre Dumas, mise en scène Robert Hossein, théâtre Marigny

## Filmographie

### Cinéma
- 1949 : Interdit au public d'Alfred Pasquali : Bernard
- 1951 : Caroline Chérie de Richard Pottier : l'ami de Sallanches (non crédité)
- 1951 : Monsieur Fabre d'Henri Diamant-Berger
- 1952 : Le Rideau rouge d'André Barsacq
- 1953 : Madame de... de Max Ophüls : Henri de Maleville
- 1953 : Le Chevalier de la nuit de Robert Darène : l'amoureux
- 1954 : Si Versailles m'était conté... de Sacha Guitry : un jeune seigneur (non crédité)
- 1954 : Le Secret d'Hélène Marimon d'Henri Calef : un soldat
- 1954 : Le Rouge et le Noir de Claude Autant-Lara
- 1956 : Si Paris nous était conté de Sacha Guitry : un passant
- 1956 : Marie-Antoinette reine de France de Jean Delannoy : un ami de Fersen
- 1956 : La Traversée de Paris de Claude Autant-Lara : le gigolo arrêté
- 1957 : Nathalie de Christian-Jaque : Serge Lambert
- 1958 : Cette nuit-là de Maurice Cazeneuve : Gérald Martin
- 1959 : Le Bossu d'André Hunebelle : Philippe de Nevers
- 1959 : Katia de Robert Siodmak : Michel Dolgorouki
- 1960 : Le Bel Âge de Pierre Kast : Hubert
- 1960 : Le Général ennemi (The Ennemy General) de George Sherman
- 1960 : Boulevard de Julien Duvivier : le souteneur
- 1960 : La Morte-Saison des amours de Pierre Kast : Hubert
- 1961 : Le Miracle des loups d'André Hunebelle : narrateur (non crédité)
- 1961 : Les Amours célèbres de Michel Boisrond, sketch Agnès Bernauer : Éric
- 1962 : Le Diable et les Dix Commandements de Julien Duvivier, sketch Tes père et mère honoreras : l'amant de Clarisse Ardant
- 1963 : Les Bonnes Causes de Christian-Jaque : l'amant de Catherine
- 1965 : Orgie satanique (The Devils of Darkness) de Lance Comfort : Armond du Molière
- 1965 : Un mari à prix fixe de Claude de Givray : Norbert Besson
- 1965 : Piège pour Cendrillon d'André Cayatte : François
- 1966 : L'Homme de l'Interpol de Maurice Boutel : Alec Suller
- 1966 : La Fantastique Histoire vraie d'Eddie Chapman de Terence Young : l'officier Von Runstedt'
- 1976 : La Petite Fille au bout du chemin de Nicolas Gessner : l'employé de banque
- 1977 : Le soleil se lève en retard d'André Brassard
- 1977 : Une si gentille petite fille (Cauchemares) d'Eddy Matalon : le docteur
- 1977 : Panique de Jean-Claude Lord
- 1981 : Madame Claude 2 de François Minet : Gérald
- 1982 : Les Misérables de Robert Hossein : Lafayette
- 1984 : Stress de Jean-Louis Bertuccelli : le client blessé
- 1984 : Une Américaine à Paris de Rick Rosenthal : le docteur au cabaret

### Télévision
- 1957 : En votre âme et conscience, épisode : Le testament du duc de Bourbon de  Marcel Cravenne
- 1958 : En votre âme et conscience, épisode : L'Affaire Peltzer de  Claude Barma
- 1959 : Les Trois Mousquetaires, téléfilm de Claude Barma : Aramis
- 1959 : Marie Stuart, téléfilm de Stellio Lorenzi : Kent
- 1962 : Le Cid (de Corneille), téléfilm de Roger Iglésis : Don Sanche
- 1962 : Aventures dans les îles, voix du capitaine Armand Troy
- 1962 : L'inspecteur Leclerc enquête, épisode : Haute Fidélité de Guy Lefranc
- 1965 : Belphégor ou le Fantôme du Louvre, feuilleton télévisé de Claude Barma : le Dr Hansdoffer
- 1967 : Le Chevalier Tempête, feuilleton télévisé de Yannick Andréi : Flins
- 1969 : Fortune d'Henri Colpi : Arnold
- 1977 : CHiPs saison 1, épisode 9 Contestations : Le conducteur de la Citroën ID 19
- 1980 : Petit déjeuner compris de Michel Berny
- 1980 : La Tour Eiffel en otage (The Ostage Tower), téléfilm de Claudio Guzman : l'adjoint de Ducret
- 1981 : Au théâtre ce soir : Et l'enfer Isabelle ? de Jacques Deval, mise en scène Raymond Gérôme, réalisation Pierre Sabbagh, théâtre Marigny
- 1982 : Médecins de nuit de Jean-Pierre Prévost, épisode : Le Mensonge (série télévisée)

## Doublage

### Cinéma

#### Films
- Tony Curtis dans : (16 films)
  - Le Voleur de Tanger (1951) : Julna
  - Le Fils d'Ali Baba (1952) : Kashma Baba
  - Houdini le grand magicien (1953) : Harry Houdini
  - Double Filature (1953) : Eddie Darrow
  - Le Chevalier du roi (1954) : Myles Falworth
  - Les Années sauvages (1955)[2] : Ben Matthews
  - Le Cavalier au masque (1955) : le comte René de Travière / le Masque pourpre
  - Rendez-vous avec une ombre (1957) : Joe Martini
  - Vacances à Paris (1958) : le caporal Paul Hodges
  - Opération Jupons (1959) : Nicholas « Nick » Holden
  - Spartacus (1960) : Antoninus
  - Le Roi des imposteurs (1961) : Ferdinand Waldo Demara
  - Des ennuis à la pelle (1962) : Steve McCluskey
  - Le Dernier de la liste (1963) : Lui-même (caméo)
  - Le Combat du capitaine Newman (1963) : Cpl. Jackson « Jake » Leibowitz
  - Arrivederci baby (1966) : Nicholas « Nicky » Johnson
  - Comment réussir en amour sans se fatiguer (1967) : Carlo Cofield
- Elvis Presley dans : (8 films)
  - Le Rock du bagne (1957) : Vince Everett
  - Blondes, Brunes et Rousses (1963) : Mike Edwards
  - Salut, les cousins (1964) : Josh Morgan / Jodie Tatum
  - L'Amour en quatrième vitesse (1964) : Lucky Jackson
  - Chatouille-moi, Elmo (1965) : Lonnie Beale / Panhandle Kid
  - Le Tombeur de ces demoiselles (1966) : Mike McCoy
  - Trois gars, deux filles... un trésor (1967) : Lt. Ted Jackson
  - À plein tube (1968) : Steve Grayson
- James Drury dans :
  - Le Tendre Piège (1955) : Eddie
  - Planète interdite (1956) : Georges
- Mario Girotti dans :
  - Les Mille et Une Nuits (1961) : prince Moluk
  - Du suif dans l'Orient-Express (1965) : Enrico
- Roger Browne dans :
  - L'agent Gordon se déchaîne de Sergio Grieco (1966) : Douglas Gordon
  - Des fleurs pour un espion (1966) : Martin Stevens
- 1950 : L'Aigle du désert : voix du narrateur (Jeff Chandler)
- 1951 : Une place au soleil : un ami de la famille Vickers[Qui ?]
- 1951[3] : Blanche-Neige, le Prince noir et les 7 Nains : Biondello (Roberto Risso)
- 1951 : Quand les tambours s'arrêteront : le mineur à la casquette (James Parnell)
- 1951 : Les Hommes-grenouilles : "Pappy" Creighton (Jeffrey Hunter)
- 1952 : À feu et à sang : Peter Creek Dalton (James Best)
- 1952 : Le Monde lui appartient : William Cleggett (Bryan Forbes)
- 1952 : Histoire de trois amours : l'étudiant (John Lupton)
- 1953 : L'Équipée sauvage : Johnny (Marlon Brando)
- 1953 : Jules César : le serviteur de Marc Antoine (Bill Phipps)
- 1953 : Les hommes préfèrent les blondes : un athlète du groupe olympique (Steve Reeves)
- 1953 : Titanic : Gifford « Giff » Rogers (Robert Wagner)
- 1953 : À l'assaut du Fort Clark : Capitaine Neil (Stephen Wyman)
- 1954 : Attila, fléau de Dieu : Prisco (Georges Bréhat)
- 1954 : Brigadoon : Charles Chislom « Charlie » Dalrymple (Jimmy Thompson)
- 1954 : Ulysse : Amphinomus (Walter Brandi)
- 1954 : Les Proscrits du Colorado : le Kid (Ben Cooper)
- 1955 : L'Homme qui n'a pas d'étoile : Ben Johnson (Ewing Mitchell)
- 1955 : Le Renard des océans : un officier[Qui ?]
- 1955 : L'Aventure fantastique : Hugh Cherne (John Hudson)
- 1955 : Mam'zelle Cri-Cri : Major Wilhelm « Willy » August Jurek (Siegfried Breuer jr.)
- 1955 : Mélodie interrompue : un homme à la plage (Robert Dix)
- 1955 : Tout ce que le ciel permet : Ned (William Reynolds)
- 1956 : Géant : Sir David Karfrey (Rod Taylor)
- 1956 : Marqué par la haine : une jeune recrue partageant la tente de Rocky[Qui ?]
- 1956 : Thé et Sympathie : Tom Robinson Lee (John Kerr)
- 1956 : Amère Victoire : Lieutenant Barton (Sean Kelly)
- 1956 : L'Énigmatique Monsieur D : l'homme au bureau d'information (Albert Simmons)
- 1956 : Roland, prince vaillant : Renaud (Fabrizio Mioni)
- 1956 : L'Homme de San Carlos : Santos (Victor Millan)
- 1956 : Attaque : le soldat Jacob R. Abramowitz (Jud Taylor)
- 1957 : Pour que les autres vivent : Jimmy « Sparks » Clary (John Stratton)
- 1957 : Le Carnaval des dieux : Jeff Newton (Robert Beatty)
- 1957 : La Belle et le Corsaire : Vasco (Raf Mattioli)
- 1957 : Mon homme Godfrey : George (Robert Clarke)
- 1958 : Les Travaux d'Hercule : Jason (Fabrizio Mioni)
- 1958 : Les Chemins de la haute ville : Joe Lampton (Laurence Harvey)
- 1958 : Les Frères Karamazov : Alexi Karamazov (William Shatner)
- 1958 : L'Héritage de la colère : Clinton Gunston (William Campbell)
- 1958 : Inspecteur de service : Paul Delafield (Ronald Howard)
- 1958 : Les Diables au soleil : le radio Anderson Roy[Qui ?]
- 1959 : Une balle signée X : Henry Reeger dit « L'Allemand » (Simon Scott)
- 1959 : Les temps sont durs pour les vampires : le mari de Gwendoline (Leonardo Porzio)
- 1959 : La Souris qui rugissait : le premier ministre, comte Rupert de Montjoie[4] (Peter Sellers)
- 1960 : Les Amours d'Hercule : Achéloüs[Qui ?]
- 1960 : La Longue Nuit de 43 : un employé de la pharmacie (Andrea Checchi)
- 1961 : Le Cid : le prince Alphonse (John Fraser)
- 1961 : La Ruée des Vikings : l'allié de la reine (Enzo Doria)
- 1961 : Ave Maria : l'avocat de la défense (Mario Morales)
- 1962 : Les Révoltés du Bounty : Aspirant Edward « Ned » Young (Tim Seely)
- 1963 : Le Motel du crime : David Mitchell (Richard Chamberlain)
- 1964 : Les Félins : le vendeur du magasin de vêtements[Qui ?]
- 1964 : Le Temple de l'éléphant blanc : John Willoughby (Giorgio Cerioni)
- 1964 : Pas de printemps pour Marnie : le marin (Bruce Dern)
- 1964 : Le Secret de la liste rouge : David Henderson (Dietmar Schönherr)
- 1964 : Six Femmes pour l'assassin : Marco (Massimo Righi)
- 1965 : Les Prairies de l'honneur : James Anderson (Patrick Wayne) (1er doublage)
- 1965 : Première Victoire : le sous-lieutenant Cline (Larry Hagman)
- 1965 : Les Forcenés : Charley Gavey (Franco Nero)
- 1965 : Le Cher Disparu : D.J. Jr (Roddy McDowall)
- 1965 : Super 7 appelle le Sphinx : le commandant Hume (Paolo Bonacelli)
- 1965 : Fureur sur le Bosphore : Ali Ben Lokum (Gianni Medici)
- 1966 : MI5 demande protection : le comédien jouant le roi Edward II (David Warner)
- 1966 : Le Tour du monde sous les mers : Dr Philip Volker (David McCallum)
- 1966 : Un homme pour l'éternité : Richard Rich (John Hurt)
- 1966 : Trois Cavaliers pour Fort Yuma : le capitaine Lefèvre (Ángel del Pozo)
- 1966 : Passeport pour l'oubli : un officier (Derek Partridge)
- 1967 : Le Bal des vampires : Herbert von Krolock (Iain Quarrier)
- 1967 : Loin de la foule déchaînée : le comte (Jonathan Newth)
- 1967 : Que vienne la nuit : Rad McDowell (John Philip Law)
- 1967 : Trois milliards d'un coup : Frank (Barry Foster)
- 1967 : L'Espion au chapeau vert : Ilya Kuriakin (David McCallum)
- 1967 : Le Défi de Robin des Bois : Jamyl de Penitone (Donald Pickering)
- 1968 : Sentence de mort : O'Hara (Tomás Milián)
- 1968 : Destination Zebra, station polaire : le lieutenant Jonathan Hansen (Ted Hartley)
- 1968 : Bataille au-delà des étoiles : Dr Hans Halvorsen (Ted Gunther)
- 1969 : Sabata : Stengel (Franco Ressel)
- 1969 : Train, Amour et Crustacés : Jim, le jeune à lunettes[Qui ?]
- 1969 : À l'aube du cinquième jour : le lieutenant Gleason (Emilio Delle Piane)
- 1969 : La Légion des damnés : Schiwers (Franco Fantasia)
- 1970 : Tora ! Tora ! Tora ! : un officier au garde-à-vous[Qui ?]
- 1976 : En route pour la gloire : Baker, l'imprésario de Woody (Bernie Kopell)
- 1978 : American College : « Stork » (Douglas Kenney)
- 1979 : Agatha : le colonel Archibald Christie (Timothy Dalton)
- 1979 : Yanks : le père de Patrick[Qui ?]
- 1980 : Y a-t-il un pilote dans l'avion ? : Jim Hammen (Nicholas Pryor)
- 1980 : Fame : le père Morales (Ray Ramirez)
- 1980 : Les Chiens de guerre : le banquier (Tony Mathews)
- 1981 : L'Arme à l'œil : un agent anglais[Qui ?]
- 1985 : Série noire pour une nuit blanche : le tailleur (Jonathan Lynn)

#### Films d'Animation
- 1959[5] : La Belle au bois dormant : le narrateur

### Télévision

#### Séries télévisées
- 1959-1962 : Aventures dans les îles : le capitaine Troy (Gardner McKay)
- 1964-1968 : Flipper le dauphin : Porter Ricks[6] (Brian Kelly)
- 1966-1969 : Star Trek (Saison 1, ép. 3 : Où l'homme dépasse l'homme) : Capitaine Kirk (William Shatner)
- 1975-1976 : Cosmos 1999 (Saison 1) : Paul Morrow (Prentis Hancock)
- 1976-1978 : Cosmos 1999 (Saison 2, ép. 4 : Tout ce qui luit) : Dave Reilly (Patrick Mower (en))
- 1979 : Terreur à bord : Capitaine Charles Girodt (Louis Jourdan)
- 1983-1986 : La Vengeance aux deux visages : Philip Stewart (John Lee) - 1re voix

#### Séries animées
- 1983 : Les Mystérieuses Cités d'or : Pichu

### Direction artistique
- 1983 : La Forteresse noire